# Björnstad-Syndrom
Das Björnstad-Syndrom ist eine sehr seltene angeborene Erkrankung mit einer Kombination von Pili torti (flache und in unregelmäßigen Intervallen gedrehte Haare) mit angeborener Innenohrschwerhörigkeit
Synonym: Pili torti und Schwerhörigkeit
Die Bezeichnung bezieht sich auf den Autoren der Erstbeschreibung aus dem Jahre 1965 durch den norwegischen Dermatologen Roar Th. Björnstad.

## Verbreitung
Die Häufigkeit wird mit unter 1 zu 1.000.000 angegeben, die Vererbung erfolgt  autosomal-rezessiv.

## Ursache
Der Erkrankung liegen Mutationen im BCS1L-Gen im Chromosom 2 Genort q35 zugrunde.
Veränderungen dieses Gens sind auch beim GRACILE-Syndrom und dem Cytochrom-c-Reduktase-Mangel beteiligt.

## Klinische Erscheinungen
Klinische Kriterien sind:
- schraubenartig gedrehte und vermehrt brüchige Haare
- angeborene hochgradige Innenohrschwerhörigkeit
- eventuell Hypogonadismus